# Ezhel
Ezhel, pseudonimo di Ömer Sercan İpekçioğlu (Çankaya, 1º luglio 1991), è un rapper turco.
È fra i più famosi e influenti rapper turchi.

## Biografia
Ezhel proveniva da una famiglia di musicisti. Sua madre era una ballerina dell'Anatolia e lo zio un musicista A 18 anni ha iniziato a esibirsi con una band reggae chiamata Afra Tafra. Arrestato il 24 maggio 2018 e inviato in custodia cautelare con l'accusa di "incitamento al consumo di droga" nelle sue canzoni. Nel maggio 2019, il The New York Times lo ha inserito tra gli European Pop Acts.
Nel 2022 ha ottenuto la sua prima numero uno nella Turkey Songs per cinque settimane con Nerdesin, singolo uscito nel luglio 2022.

## Discografia

### Album in studio
- 2017 – Müptezhel
- 2019 – Lights Out (con Ufo361)
- 2020 – Made in Turkey (con Murda)
- 2024 – Derdo

### Singoli
- 2012 – Pelesenk (feat. Aga B)
- 2012 – Antrenman (con Kamufle, Aga B e Harun Adil)
- 2012 – Psikokramp (feat. Red)
- 2016 – Atesi yak (feat. Aga B)
- 2016 – 3 gün
- 2016 – Gerçek sandım (feat. Sansar Salvo)
- 2016 – Kayip nesil (feat. Kamufle & Aga B)
- 2017 – İmkansızım
- 2018 – Kazıdık tırnaklarla
- 2018 – Kafa10 (con Anıl Piyancı)
- 2019 – Felaket
- 2019 – Summer of My Life (con Gringo e Yung Kafa & Kücük Efendi)
- 2019 – Ne deve ne kush (con i Büyük Ev Ablukada)
- 2019 – Fight kulüp (con Killa Hakan, Ben Fero e Ceza)
- 2019 – Boynumdaki Chain (con Murda)
- 2019 – Olay
- 2019 – Lolo
- 2019 – Aya (con Murda)
- 2019 – Wir sind Kral (con Ufo361)
- 2019 – Ykke (con Ufo361)
- 2020 – Bi sonraki hayatımda gel (con Murda)
- 2020 – Made in Turkey (con Murda)
- 2020 – Allah'ından bul
- 2020 – Link Up (con Kelvyn Colt)
- 2020 – Melodien (con Newman)
- 2021 – Not a Day (con Patrice)
- 2021 – Sakatat
- 2021 – 4 Kanaken (con Haftbefehl, Capo e Veysel)
- 2021 – Bul beni
- 2021 – End of Time (con Kelvyn Colt)
- 2021 – Mayrig
- 2021 – Hayrola (con Artz e Bugy)
- 2022 – Ağlattın
- 2022 – Daima
- 2022 – Nerdesin
- 2023 – Kuğulu Park
- 2023 – Paspartu
- 2023 – Oynar
- 2023 – Taştan (con Summer Cem)
- 2023 – Pofuduk (con Jugglerz)
- 2023 – Margiela
- 2024 – Çevir tavukları (con Lil Zey)
- 2024 – Lannister (con Tanerman)
- 2024 – Mad (con Melez)
- 2024 – Kadehimi boş bırakma
- 2024 – FaceTime
- 2024 – Bridges (con Aitch)
- 2024 – Kedi
- 2025 – Dayanamam (con Murda)
- 2025 – Ağla